# Carlo Cotumacci
Carlo Cotumacci (Villa Santa Maria, ... – Napoli, ...; fl. XVIII secolo) è stato un musicista e compositore italiano, probabile parente di Michele Cotumacci.

## Biografia
Le date della sua nascita e della sua morte sono oggetto di discussione. Studiò al  Conservatorio dei Poveri di Gesù Cristo di Napoli; dal 1737 fece parte della  Congregazione dei Musici della città partenopea. Alla sua scuola si formò Vincenzo Tobia Bellini, prolifico musicista abruzzese di Torricella Peligna, che ebbe come allievo fino al 18º anno di età il nipote Vincenzo Bellini, il " Cigno di Catania" autore della Sonnambula e della Norma.
Le date probabili della sua nascita sono:
. 1698;(la data più probabile)
- 1709;
- 1711;
- 1719.

Le date probabili della sua morte invece sono:
- 1775;
- 29/07/1785. (La più probabile)

Fu allievo di Filippo Marchetti e Francesco Durante al Conservatorio di Sant'Onofrio a Porta Capuana di Napoli.
Gli succedette Giacomo Insanguine.
Iniziata la carriera come compositore lavorò dapprima come organista alle principali chiese di Napoli poi, dal 1755 alla data della sua morte insegnò al Conservatorio di Sant'Onofrio dove ebbe come allievo addirittura Giovanni Paisiello.

## Opere principali
- Messa Kyrie e Gloria per doppio coro, soli, organo e orchestra;
- Requiem a 8 voci (1727);
- 14 Toccate per Clavicembalo
- Musica sacra: 5 messe, un Requiem, un Te Deum, Responsori per la Settimana Santa a 4 voci ecc..
- Composizioni per clavicembalo:14 Toccate e diverse Sonate
- Opere didattiche: Molte opere didattiche furono distribuite agli allievi sia manoscritte che a stampa nei secoli XVIII e XIX